# 케이티 그리핀

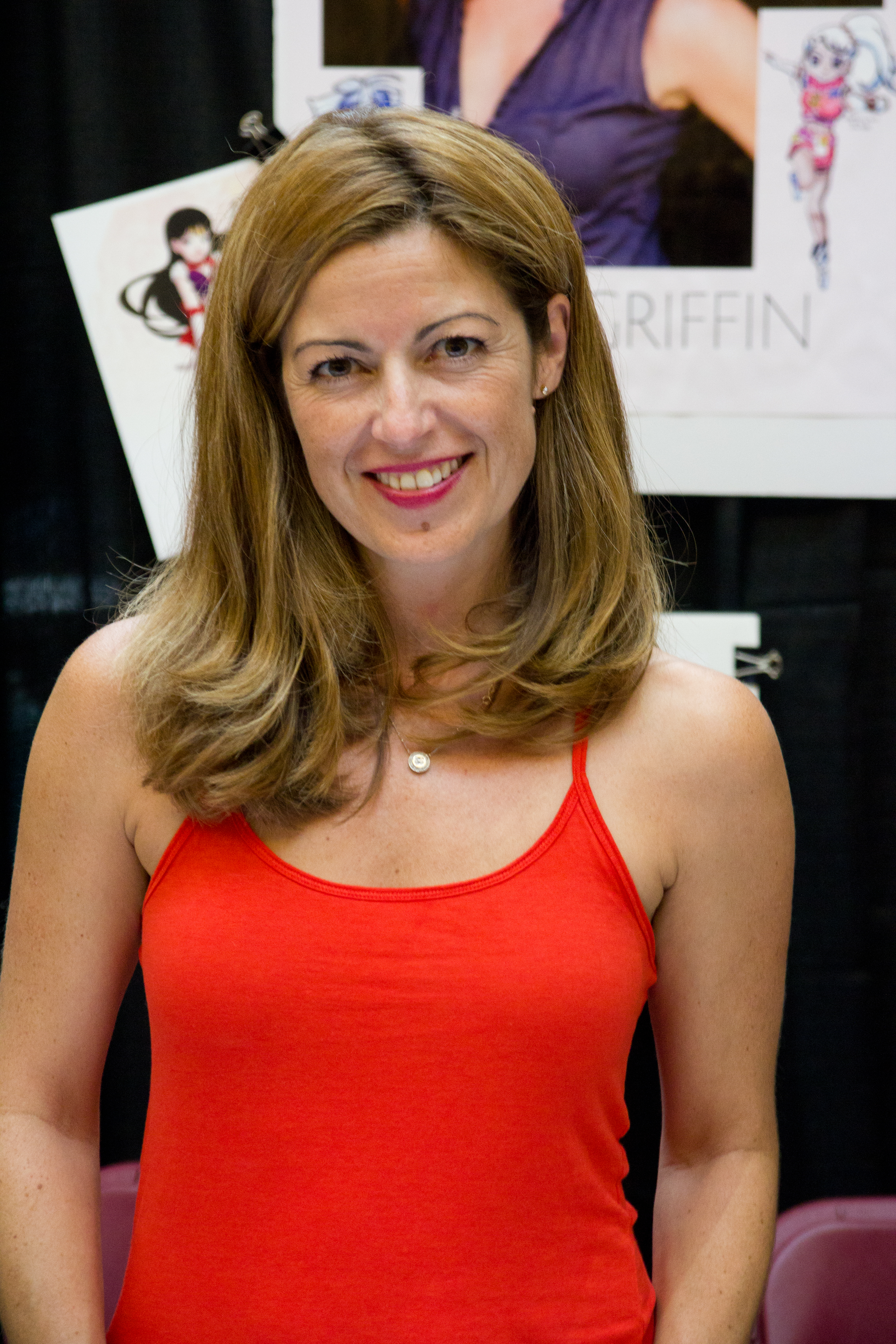

케이티 그리핀(Katie Griffin, 1973년 1월 14일 ~ )은 캐나다의 배우, 가수, 성우이다.
토론토에서 태어났다.

## 영화
- 넛잡: 땅콩 도둑들 (2014년) - 비둘기 목소리 역
- 데스퍼러틀리 씨킹 산타 (2011년)
- 투 레이트 투 세이 굿바이 (2009년)
- 더 데스 오브 앨리스 블루 (2009년)
- 토틀리 스파이스 (2009년)
- 캔들스 온 베이 스트리트 (2006년)
- 북극광 (2005년)
- JFK Jr. 스토리 (2003년)
- 탑 블레이드 더 무비 (2002년)
- 스윈들 (2002년)
- 프로텍션 (2001년) - 지나 역
- 커팅 루즈 (1996년)
- 일렉트라 (1996년)
- 투 다이 포 (1995년)
- 마피아 가티 (1994년)
- 다크 사이드 (1994, Boulevard)
- 굿 파이트 (1992년)
- 로보캅 (1987년)